# Домарадський Андрій Васильович
Андрій Васильович Домарадський (15 березня 1891 — 193?) — підполковник Армії УНР.

## Біографія
Народився у с. Журавиця Перемишльського повіту (Галичина). Закінчив класичну гімназію, навчався у Львівському університеті, закінчив австро-угорську військову школу у м. Єгерсдорф (6 грудня 1914).
Служив у  Легіоні Українських січових стрільців, 13 січня 1917 р. у бою під Бережанами потрапив до російського полону. Останнє звання в австро-угорській армії — обер-лейтенант.
З 21 вересня 1917 р. — старшина Галицько-Буковинського куреня Січових стрільців військ  Центральної Ради, з березня 1918 р. командир сотні 1-го полку Січових стрільців Армії УНР.
З червня 1918 р. командир сотні у 2-му Запорізькому полку Армії  Української Держави, з 16 серпня 1918 р. командир сотні Окремого загону Січових стрільців Армії Української Держави.
1 січня 1919 р. командир 2-го куреня 1-го полку  Січових стрільців Дієвої армії УНР.
З березня 1919 р. командир 5-го полку Січових стрільців Дієвої армії УНР, а з 6 жовтня 1919 р. начальник оперативного відділу штабу 10-ї дивізії Січових стрільців Дієвої армії УНР.
3 кінця жовтня до початку листопада 1919 р. тимчасовий виконувач обов'язків начальника 10-ї пішої дивізії Січових стрільців  Дієвої армії УНР.
З 28 травня 1920 р. — старшина штабу 6-ї Січової дивізії Армії УНР.
З 1922 р. мешкав на батьківщині. Помер у 1930-х р.